# Grimelda Uherská (manželka Oty Orseola)
Grimelda Uherská byla dcerou Gejzy a Sarolt z Transylvánie a sestrou svatého Štěpána. V letech 1009 až 1026 byla manželkou benátského dóžete Oty Orseola, se kterým měla budoucího uherského krále Petra.